# WORM
WORM (скорочення від англ. Write Once, Read Many, також зустрічаються розшифровки: Write One, Read Multiple; Write Once, Read Mostly) — носії інформації, що допускають одноразовий запис і багаторазове читання.
Write one read many (WORM) описує пристрій зберігання даних, у якому інформацію після запису неможливо змінити. Цей захист від запису забезпечує впевненість у тому, що дані не можуть бути підроблені після запису на пристрій, виключаючи можливість втрати даних через людську помилку, комп’ютерні помилки чи зловмисне програмне забезпечення.
На звичайних (не WORM) пристроях зберігання даних кількість разів, які можна змінювати, обмежена лише терміном служби пристрою, оскільки модифікація передбачає фізичні зміни, які можуть призвести до зносу пристрою. Аспект «читати багато» нічим не примітний, оскільки сучасні пристрої зберігання дозволяють необмежену кількість даних після запису.
WORM захищає важливі файли, зберігаючи їх у безпеці та недоторканості. Він забезпечує найвищий рівень цілісності та безпеки даних, усуваючи ризик видалення чи зміни важливих даних. Таким чином, WORM допомагає зберегти автентичність і безпеку записаних даних.

## Історія
Приводи WORM передували винаходу CD-R, DVD-R та BD-R. Прикладом був IBM 3363. Ці накопичувачі зазвичай використовували диск розміром 12 дюймів (30 см) у картриджі з абляційним оптичним шаром, на який можна було записати лише один раз, і часто використовувалися в таких місцях, як бібліотеки, де потрібно було зберігати великі обсяги даних. Також існували інтерфейси для їх підключення до ПК.
Перфокарти та паперова стрічка є застарілими носіями WORM. Хоча будь-яку неперфоровану ділянку носія можна було пробити після першого запису носія, це практично ніколи не було корисним. Постійна пам’ять (ROM) також є носієм WORM. Така пам’ять може містити інструкції для комп’ютера щодо зчитування операційної системи з іншого пристрою зберігання, наприклад жорсткого диска. Однак нетехнічний кінцевий користувач не може написати ПЗУ навіть один раз, але вважає його частиною незмінної обчислювальної платформи.
WORM використовувався для записів брокерів-дилерів у регулюючому органі фінансової індустрії і Комісії з цінних паперів і бірж США.

## Поточні диски WORM
Оптичні диски CD-R, DVD-R і BD-R для комп’ютерів є поширеними пристроями WORM. На цих дисках жодна частина диска не може бути записана вдруге. Завдяки пакетному запису, який використовує файлову систему Universal Disk Format (UDF), ці диски часто використовують файлову систему, яка дозволяє записувати додаткові файли та навіть переглянуті версії файлу з тим самим ім’ям в іншу область диска. . Користувачеві здається, що диск дозволяє додавати та редагувати, доки не буде використано весь дисковий простір.
Специфікації карт SD і microSD дозволяють використовувати різні форми захисту від запису. Найпоширеніша форма, доступна лише при використанні повнорозмірної SD-карти, забезпечує фізичний перемикач захисту від запису, який дозволяє користувачеві порадити головному пристрою зчитування карток заборонити доступ до запису. Це не захищає дані на картці, якщо апаратне забезпечення пристрою зчитування карток не відповідає перемикачу захисту від запису.
Кілька постачальників, починаючи з початку 2000-х, розробили пристрої Magnetic WORM. Ці запам’ятовуючі пристрої архівного класу використовують різні технології RAID і магнітного зберігання, щоб захистити дані від несанкціонованої зміни або модифікації як на апаратному, так і на програмному рівнях. Зі зниженням вартості магнітних (і твердотільних) накопичувачів зменшилась і вартість цих технологій архівного зберігання. Ці технології майже завжди інтегровані безпосередньо в систему керування вмістом/документами, яка керує графіками зберігання та контролем доступу, а також історією на рівні документів.
Є кілька постачальників, які надають технології магнітного зберігання, зокрема NetApp, EMC Centera, KOM Networks та інші. 
У 2013 році GreenTec-USA, Inc. розробила жорсткі диски WORM ємністю 3 ТБ і більше. Запобігання перезапису виконується на рівні фізичного диска і не може бути змінено або перевизначено підключеним комп’ютером.

## Дослідження
В останні роки відновився інтерес до WORM на основі органічних компонентів, таких як PEDOT:PSS або інших полімерів, таких як PVK або PCz. Органічні пристрої WORM, які вважаються органічною пам’яттю, можуть використовуватися як елементи пам’яті для малопотужних RFID-міток.